# Outil
Outil é uma povoação portuguesa do Município de Cantanhede que foi sede da extinta Freguesia de Outil, freguesia que tinha 15,34 km² de área e 858 habitantes (2011), e, por isso, uma densidade populacional de 55,9 hab/km².
A Freguesia de Outil foi extinta em 2013, no âmbito de uma reforma administrativa nacional, tendo sido agregada à Freguesia de Portunhos, para formar uma nova freguesia denominada União das Freguesias de Portunhos e Outil com a sede em Portunhos.
Até finais do século XVIII, constituiu o Couto de Outil.

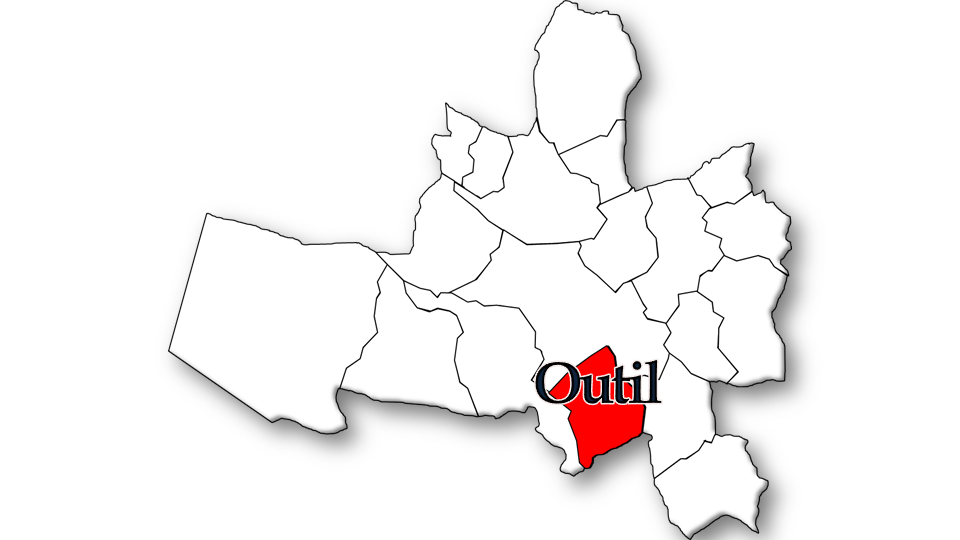
Localização no Município de Cantanhede

Tinha, em 1801, 604 habitantes.

## População

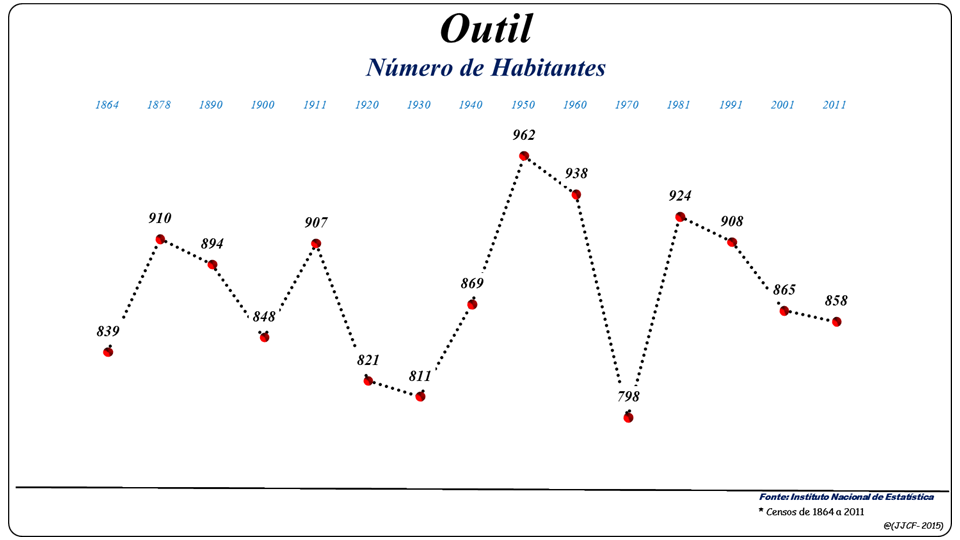
Evolução da População (1864 / 2011)

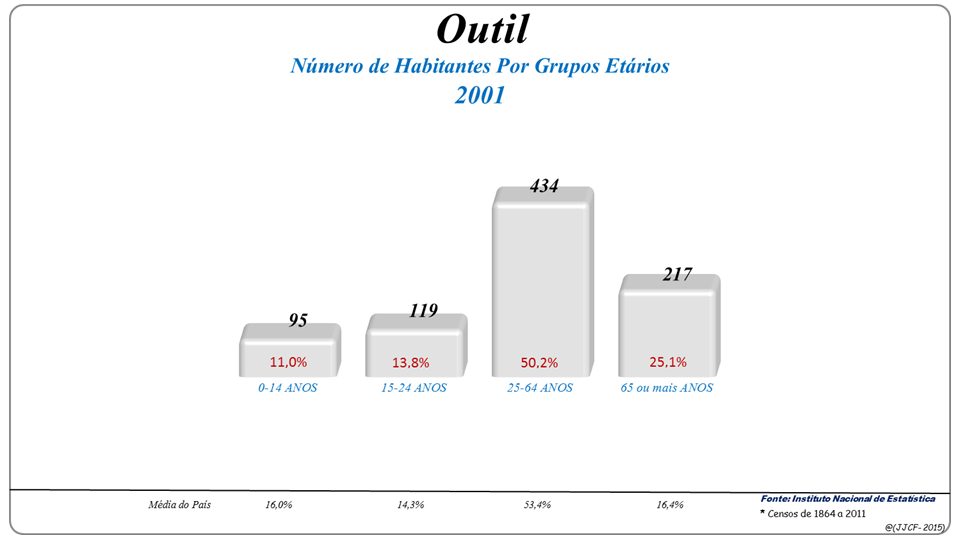
Grupos Etários (2001 e 2011)

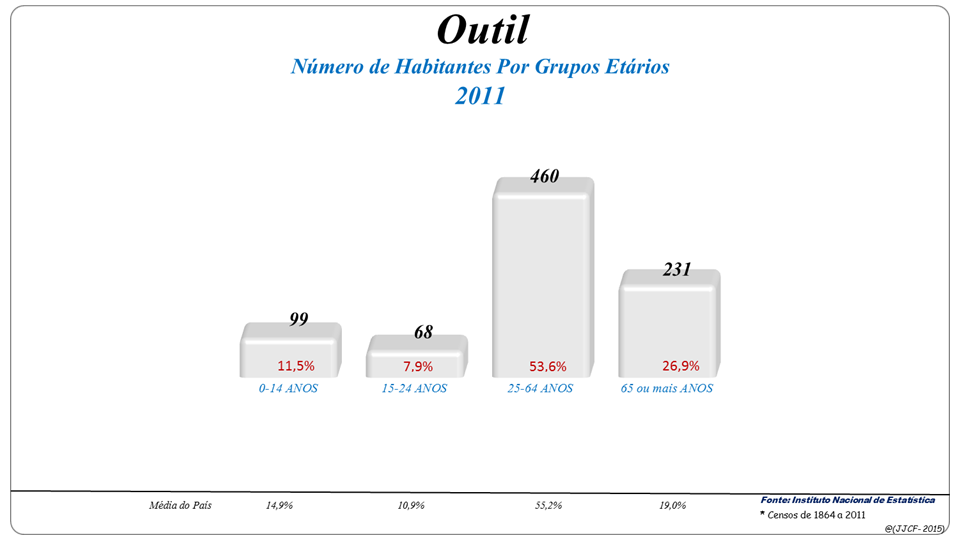
Grupos Etários (2001 e 2011)

| População da freguesia de Outil | População da freguesia de Outil | População da freguesia de Outil | População da freguesia de Outil | População da freguesia de Outil | População da freguesia de Outil | População da freguesia de Outil | População da freguesia de Outil | População da freguesia de Outil | População da freguesia de Outil | População da freguesia de Outil | População da freguesia de Outil | População da freguesia de Outil | População da freguesia de Outil | População da freguesia de Outil |
| ------------------------------- | ------------------------------- | ------------------------------- | ------------------------------- | ------------------------------- | ------------------------------- | ------------------------------- | ------------------------------- | ------------------------------- | ------------------------------- | ------------------------------- | ------------------------------- | ------------------------------- | ------------------------------- | ------------------------------- |
| 1864                            | 1878                            | 1890                            | 1900                            | 1911                            | 1920                            | 1930                            | 1940                            | 1950                            | 1960                            | 1970                            | 1981                            | 1991                            | 2001                            | 2011                            |
| 839                             | 910                             | 894                             | 848                             | 907                             | 821                             | 811                             | 869                             | 962                             | 938                             | 798                             | 924                             | 908                             | 865                             | 858                             |

## Património
- Dólmen: Em 1899 encontrou-se um dólmen da época do Neolítico no sítio da Moita, nesta freguesia, encerrando vários objectos (adereços de mobiliário, instrumentos de pedra polida, fragmentos cerâmicos e ossos humanos).
- Sepulturas Romanas: Em termos de achados arqueológicos foram encontradas, em Vila Nova, sepulturas escavadas na rocha da época tardia romana.
- Igreja de Santa Maria Madalena (matriz)
- Capelas de São Paulo e de Santa Rita
- Cruzeiro do Largo
- Exploração tradicional de pedreiras de calcário
- Trincheira